# Astiphromma petiolatum
Astiphromma petiolatum är en stekelart som beskrevs av Nakanishi 1969. Astiphromma petiolatum ingår i släktet Astiphromma och familjen brokparasitsteklar. Inga underarter finns listade.